# Crenidens crenidens
Crenidens crenidens е вид бодлоперка от семейство Sparidae. Видът не е застрашен от изчезване.

## Разпространение и местообитание
Разпространен е в Джибути, Еритрея, Йемен, Йордания, Кения, Мозамбик, Саудитска Арабия, Сомалия, Судан, Танзания и Южна Африка. Внесен е в Египет и Израел.
Обитава океани, морета и заливи. Среща се на дълбочина около 17 m, при температура на водата около 25,2 °C и соленост 39,7 ‰.

## Описание
На дължина достигат до 30 cm.